# Salix berberifolia
Salix berberifolia — вид квіткових рослин із родини вербових (Salicaceae).

## Морфологічна характеристика
Це кущ. Гілки буруваті, голі. Листкова пластинка еліптична або обернено-яйцювата, 5–20 × 4–10 мм, край гостро-пилчастий, верхівка тупа чи загострена, блискуча. Сережки густо квіткові. Чоловіча квітка: тичинок 2; пиляки жовті. Плодоносна сережка ≈ 2 см. Жіноча квітка: зав'язь циліндрична. Коробочка коричнева, гола.

## Середовище проживання
Казахстан, Корея, Маньчжурія, Монголія, Сибір. Населяє альпійську тундру.